# Sophie Berthelot
Sophie Berthelot, nascida Sophie Caroline Niaudet, (Paris, 16 de fevereiro de 1837 - Paris. 18 de março de 1907) é a primeira mulher enterrada no Panteão.

## Biografia
Sophie Berthelot, sobrinha de Louis Breguet, casou-se em 1861 com o químico e político Marcellin Berthelot. Recebeu uma educação extremamente rigorosa, na tradição calvinista de Breguet, por sua mãe. Ela vai passar suas regras particularmente rígidas para seus filhos e netos. De sua união com Berthelot vieram seis crianças, incluindo o político e historiador André Berthelot (1862-1938), o estudioso Daniel Berthelot (1865-1927), o diplomata Philippe Berthelot (1866-1934) e o filósofo René Berthelot (1866-1934). 1872-1960).
Morreu em 18 de março de 1907, poucas horas antes do marido. De acordo com seus filhos, Marcelino Berthelot havia falado pouco antes de sua impossibilidade de sobreviver à esposa e teria morrido de tristeza.

## Enterro
Após a morte do casal, a família decide enterrá-los no túmulo da família. Mas os parlamentares finalmente votam no funeral nacional de Marcelin Berthelot em 20 de março e adotam em 24 de março uma lei estipulando que "os restos mortais de Marcelin Berthelot e os da senhora Marcelin Berthelot serão depositados no Panteão". Eles respondem ao desejo da família de que o senhor e a senhora Berthelot não sejam separados no Panteão ou sejam enterrados juntos no túmulo familiar.
O Estado francês decidiu então enterrar não só o químico Marcelino Berthelot, mas também sua esposa no Panteão, porque os dois cônjuges, que se amavam ternamente, haviam pedido para não se separarem na morte mais do que haviam estado na vida.
Sophie Berthelot torna-se a primeira mulher a ser enterrada no Panteão.
Seu elogio é pronunciado por Aristide Briand, ministro da Educação. Em seu discurso, ele presta homenagem a Sophie Berthelot:
"Madame Berthelot tinha todas as raras qualidades que permitem que uma mulher bonita, graciosa, gentil, amável e culta seja associada às preocupações, sonhos e obras de um homem de gênio. Ela viveu com Berthelot em uma comunidade de sentimentos e pensamentos que os agrupou em um casal perfeito, onde apenas um coração teria estremecido e brilhou apenas um espírito [...] "
Por ocasião do enterro de Germaine Tillion, a eurodeputada socialista Danielle Bousquet regressa às circunstâncias do enterro de Sophie Berthelot, a primeira mulher enterrada no Panteão devido a circunstâncias excepcionais: morreu poucas horas antes o marido e a família não permitiria o enterro no Panteão, a menos que estivessem juntos. Esta situação foi representada em 2018 com a entrada no Panteão de Simone Veil e seu marido Antoine Veil.

## Posteridade
Um colégio em Calais é nomeado após Sophie Berthelot.